# Discorsopagurus schmitti
Discorsopagurus schmitti är en kräftdjursart som först beskrevs av Stevens 1925.  Discorsopagurus schmitti ingår i släktet Discorsopagurus och familjen eremitkräftor. Inga underarter finns listade i Catalogue of Life.